# Owen Island (ö i Caymanöarna)
Owen Island är en ö i Caymanöarna (Storbritannien). Den ligger i den östra delen av Caymanöarna. På Owen Island förekommer främst skog.